# Comuna Șotrile, Prahova
Șotrile este o comună în județul Prahova, Muntenia, România, formată din satele Lunca Mare, Plaiu Câmpinei, Plaiu Cornului, Seciuri, Șotrile (reședința) și Vistieru. Comuna se situează între zona de deal și cea de munte, pe valea râului Doftana. Pământurile pe care se află comuna au aparținut în trecut familiei domnitorului Barbu Dimitrie Știrbei.

## Așezare
Comuna se află în nord-vestul județului, pe malul drept al râului Doftana, în zona cursului său mediu, la nord de orașul Câmpina. Două șosele județene paralele leagă comuna spre sud de municipiul Câmpina: DJ207 trece prin satele din zona înaltă și duce mai departe spre vest către orașul Breaza unde se termină în DN1; și DJ102I care urmează valea râului Doftana, trecând prin satul Lunca Mare, și duce spre nord către barajul Paltinu și comuna Valea Doftanei.

## Demografie
Componența etnică a comunei Șotrile
     Români (93,63%)
     Alte etnii (6,37%)
Componența confesională a comunei Șotrile
     Ortodocși (92,46%)
     Alte religii (1,11%)
     Necunoscută (6,43%)
Conform recensământului efectuat în 2021, populația comunei Șotrile se ridică la 3.142 de locuitori, în scădere față de recensământul anterior din 2011, când fuseseră înregistrați 3.328 de locuitori. Majoritatea locuitorilor sunt români (93,63%). Din punct de vedere confesional, majoritatea locuitorilor sunt ortodocși (92,46%), iar pentru 6,43% nu se cunoaște apartenența confesională.

## Politică și administrație
Comuna Șotrile este administrată de un primar și un consiliu local compus din 13 consilieri. Primarul, Elena-Irina Davidescu[*], de la Partidul Social Democrat, este în funcție din 1 noiembrie 2024. Începând cu alegerile locale din 2024, consiliul local are următoarea componență pe partide politice:
|  | Partid                          | Consilieri | Componența Consiliului | Componența Consiliului | Componența Consiliului | Componența Consiliului | Componența Consiliului | Componența Consiliului | Componența Consiliului | Componența Consiliului | Componența Consiliului |
|  | ------------------------------- | ---------- | ---------------------- | ---------------------- | ---------------------- | ---------------------- | ---------------------- | ---------------------- | ---------------------- | ---------------------- | ---------------------- |
|  | Partidul Social Democrat        | 9          |                        |                        |                        |                        |                        |                        |                        |                        |                        |
|  | Partidul Național Liberal       | 2          |                        |                        |                        |                        |                        |                        |                        |                        |                        |
|  | Alianța pentru Unirea Românilor | 1          |                        |                        |                        |                        |                        |                        |                        |                        |                        |
|  | Partidul Mișcarea Populară      | 1          |                        |                        |                        |                        |                        |                        |                        |                        |                        |

## Istorie
La sfârșitul secolului al XIX-lea, comuna era formată din satele Lunca Mare, Frați, Osibitu, Seciurile și Plaiu Cornului, având 1568 de locuitori și fiind arondată plaiului Prahova al județului Prahova. În comună funcționau 4 mori, 3 pive și o dârstă (toate pe râul Doftana), precum și o școală și 2 biserici ortodoxe — una la Frați ridicată de prințul Știrbei în 1886 și una la Lunca Mare ridicată de sărdarul Grigore Negru la 1845. În 1925 comuna apare în Anuarul Socec ca fiind formată din satele Lunca Mare, Șotrile-Câmbineanul și Șotrile-Vistierul, cu 2292 locuitori. În 1931, era alcătuită din satele Lunca Mare, Plaiu Câmpinei, Plaiu Cornului, Seciuri, Șotrile și Vistieru, componență care s-a păstrat de atunci.
În 1950, a devenit parte a raionului Câmpina din regiunea Prahova și apoi, după 1952, din regiunea Ploiești. În 1968, revine la județul Prahova, reînființat.

## Monumente istorice
Treisprezece obiective din comuna Șotrile sunt incluse în lista monumentelor istorice din județul Prahova ca monumente de interes local, toate fiind clasificate ca monumente de arhitectură: casa Aurica Iancu (1920) din Lunca Mare, anexa gospodărească Gheorghe Buzețeanu (sfârșitul secolului al XIX-lea), casele Steliana Stanciu (1920), Vasile Diaconu (1940) și Antim Buzățeanu (1931) din Seciuri, casele Steliana Cheluș (sfârșitul secolului al XIX-lea–începutul secolului al XX-lea), Elena Dan (1900), Ion I. Dăscăleciu (1910), Silvia Bârsan (1920), Dan Gh. Ion (mijlocul secolului al XIX-lea), Ana Stănică (1907) și Aurelia Băbescu (1900) din Șotrile, și casa Elena Davidescu (sfârșitul secolului al XIX-lea–începutul secolului al XX-lea) din Vistieru.